# 58.ª Divisão de Infantaria (Alemanha)
A 58ª Divisão de Infantaria (em alemão:58. Infanterie-Division) foi uma unidade militar que serviu no Exército alemão durante a Segunda Guerra Mundial.

## Comandantes
| Comandante                                     | Data                                         |
| ---------------------------------------------- | -------------------------------------------- |
| Generalleutnant Iwan Heunert                   | 26 de agosto de 1939 - 4 de setembro de 1941 |
| Generalleutnant Dr. phil. Friedrich Altrichter | 4 de setembro de 1941 - 2 de abril de 1941   |
| Generalleutnant Karl von Graffen               | 2 de abril de 1941 - 1 de maio de 1943       |
| General der Artillerie Wilhelm Berlin          | 1 de maio de 1943 - 7 de junho de 1943       |
| Generalleutnant Curt Siewert                   | 7 de junho de 1943 - 13 de abril de 1945     |
| Oberst Fritz Klasing                           | 13 de abril de 1945 - maio de 1945           |

## Oficiais de operações
| Major Siegfried Westphal            | 26 de agosto de 1939 - 15 de março de 1940   |
| Oberstleutnant Alexander Pfuhlstein | 15 de março de 1940 - março de 1941          |
| Oberstleutnant Gerhard Kaulbach     | abril de 1941 - setembro de 1942             |
| Major Joachim Saß                   | 5 de outubro de 1942 - fevereiro de 1943     |
| Oberstleutnant Eberhard Tummeley    | fevereiro de 1943 - fevereiro de 1943        |
| Oberstleutnant Karl Simon           | 10 de março de 1943 - 15 de novembro de 1944 |
| Major Gerhard Brühl                 | 15 de novembro de 1944 - ? 1945              |

## Área de operações
| Alemanha                       | setembro de 1939 - maio de 1940    |
| França                         | maio de 1940 - dezembro de 1941    |
| Frente Ocidental, setor norte  | dezembro de 1941 - outubro de 1943 |
| Frente Oriental, setor central | outubro de 1943 - janeiro de 1944  |
| Frente Ocidental, setor norte  | janeiro de 1944 - junho de 1944    |
| Frente Oriental, setor central | junho de 1944 - maio de 1945       |